# Palmview
Palmview – miasto w Stanach Zjednoczonych, w stanie Teksas, w hrabstwie Hidalgo.

## Demografia
Według przeprowadzonego przez United States Census Bureau spisu powszechnego w 2010 miasto liczyło 5 460 mieszkańców, co oznacza wzrost o 32,9% w porównaniu do roku 2000. Natomiast skład etniczny w mieście wyglądał następująco: Biali 98,8%, Afroamerykanie 0,1%, Azjaci 0,1%, pozostali 1,0%. Kobiety stanowiły 50,7% populacji.